# Cmentarz żydowski w Radomiu

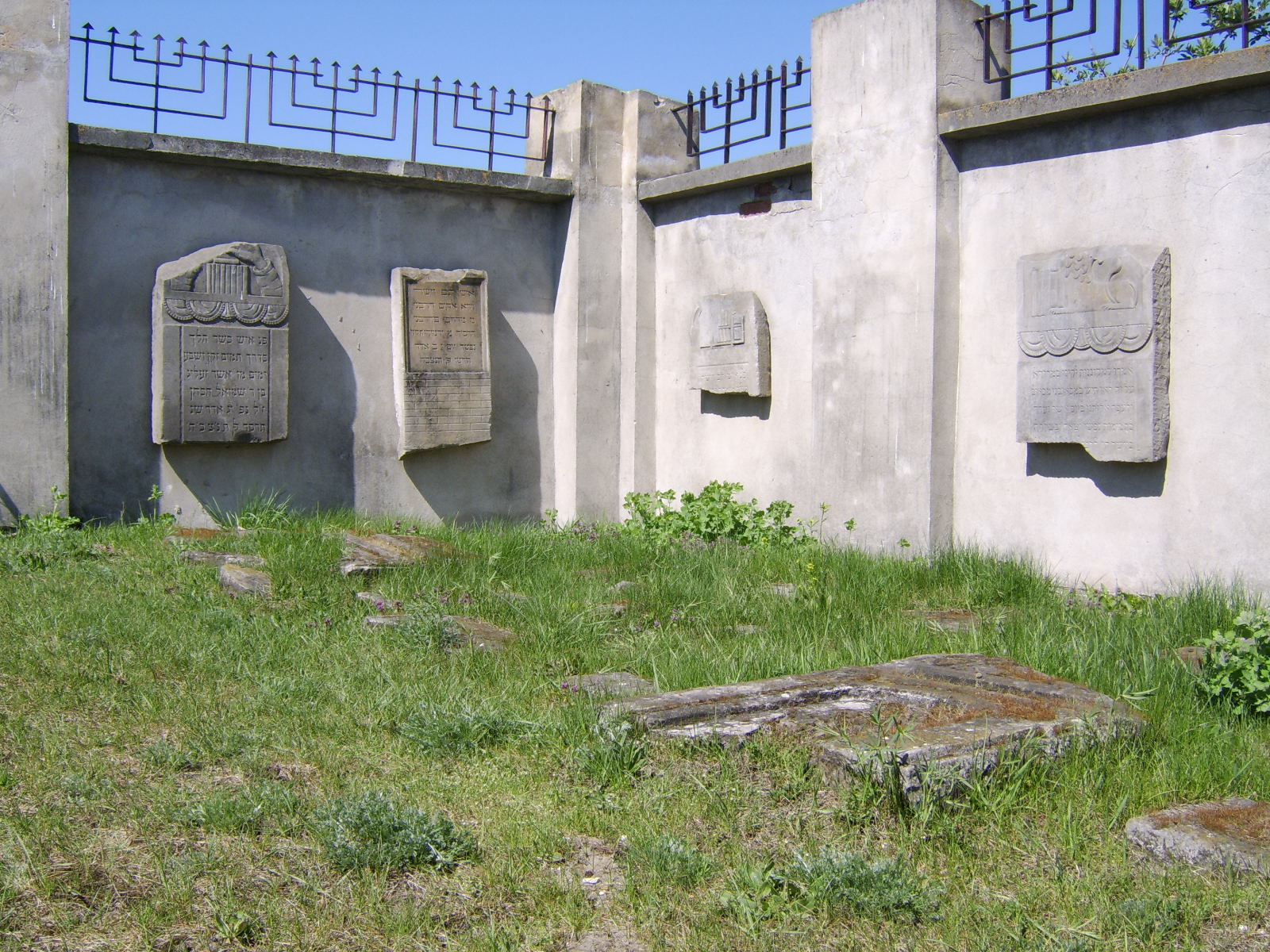
Macewy wmurowane w mur na cmentarzu żydowskim w Radomiu

Cmentarz żydowski w Radomiu – położony przy ulicy Towarowej koło Ronda Kozienickiego, utworzony w 1831 jako cmentarz epidemiczny dla ludności żydowskiej, przekształcony z czasem w grzebalny, ogrodzony murem z bramą wjazdową, domem przedpogrzebowym, zniszczony w czasie II wojny światowej. 

## Historia
Radom, jako miasto posiadające przywilej zabraniający Żydom osiedlania się w nim, przez lata nie posiadał kirkutu. Żydzi wbrew zakazowi osiedlający się w mieście grzebali swych zmarłych na cmentarzach w Przytyku i Kozienicach. Dopiero epidemia cholery, która wybuchła w mieście na początku lat trzydziestych XIX wieku skłoniła władze do zezwolenia na założenie cmentarza epidemicznego. Przez kilka lat miejscowi Żydzi pertraktowali z władzami, aby uzyskać zgodę na przekształcenie cmentarza w grzebalny. Ostatecznie uzyskali stosowne zezwolenie 19 listopada 1837. 
Na początku XX wieku zreorganizowano cmentarz. W okresie pomiędzy 1901 a 1902 cmentarz został ogrodzony i podzielony na kwatery. Dokupiono też nowe grunty i wzniesiono ohel. 
Został zniszczony przez Niemców podczas II wojny światowej. Wykorzystywali oni zagrabione z cmentarza nagrobki do brukowania dróg i pasów startowych lotnisk, a także do prac melioracyjnych. Bezpośrednio po wojnie, w 1948, macewy zostały odnalezione na brzegach Potoku Północnego, na pasie startowym lotniska Sadków i na ulicy Młynarskiej. W 1986 znaleziono kolejne na terenie Szkół Mechanizacji Rolnictwa w dzielnicy Wacyn. Inne macewy odnaleziono w 1992 na ul. Kościuszki i w 2008 przy ul. Mireckiego i ul. 1905 roku.
Po likwidacji radomskiego getta i eksterminacji żydowskiej ludności miasta z oczywistych względów ustały pochówki na cmentarzu. Przenoszono nań jedynie ekshumowane z różnych miejsc pochówku zwłoki żydowskich ofiar zbrodni niemieckich. W 1948 przeniesiono ciała 24 Żydów zamordowanych w obozie w Siczkach, w 1949 ciała 37 Żydów z obozu w Pionkach i nieznaną liczbę pochowanych w innych miejscach. Ostatni pochówek odbył się w 1951. 
Z upływem czasu cmentarz niszczał. W 1988 Wojewódzki Konserwator Zabytków zainicjował prace renowacyjne. W roku następnym powstał Komitet Odbudowy Cmentarza Żydowskiego. 3 kwietnia 1989 został wpisany do rejestru zabytków. W 1998 wzniesiono ohel według projektu Tadeusza Derlatki. W jego wnętrzu znajdują się tablice upamiętniające zgładzone społeczności żydowskie ziemi radomskiej. Cmentarz został odnowiony w końcu XX wieku z ohelem, tablicą pamiątkową i lapidarium. Obecnie miejsce pamięci, często odwiedzane przez Żydów z całego świata.
8 listopada 2010 uroczyście odsłonięto pomnik-lapidarium, w który wmurowano odnalezione na terenie miasta macewy. W uroczystości brali udział m.in. prezydent miasta Andrzej Kosztowniak i naczelny rabin Polski Michael Schudrich. 
Obecnie na cmentarzu znajduje się ponad 400 nagrobków w różnym stanie zachowania. Na niektórych, odkrytych i odzyskanych niedawno, zachowały się jeszcze dekoracje malarskie. Najstarszy zachowany nagrobek pochodzi z 1851, zaś najnowszy z 1938.

## Pochowani na cmentarzu

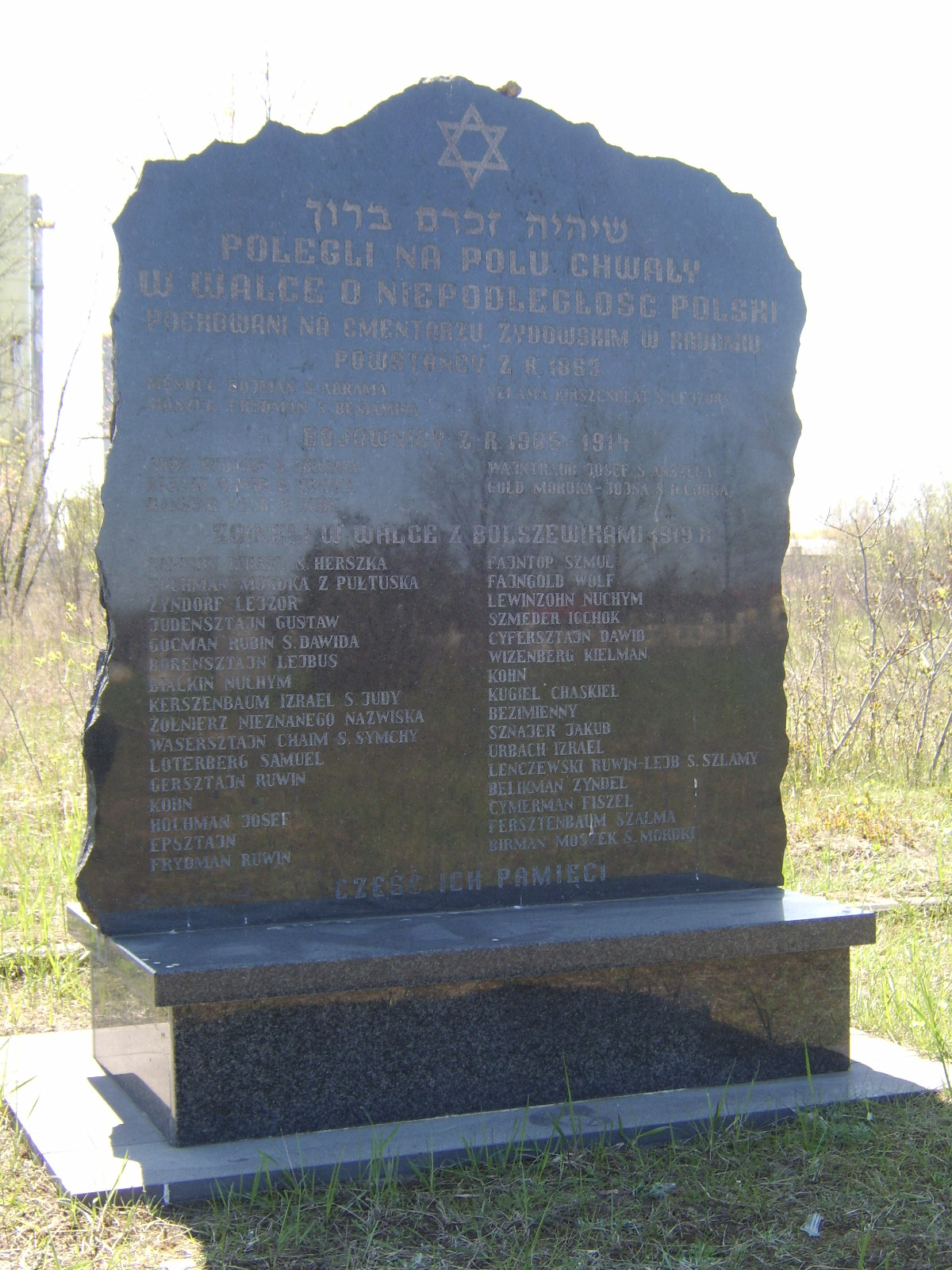
Pomnik Żydów poległych w walkach o niepodległość Polski

- Rufin Beckerman – przemysłowiec, działacz społeczny
- Birenbaumowie
- Erlichowie
- Goldbergerowie
- Zylbergowie
- Powstańcy styczniowi
- Rewolucjoniści 1905
- Polegli w wojnie z bolszewikami